# Peter Frampton (album)
Peter Frampton is het elfde studioalbum van de Engelse singer-songwriter Peter Frampton. Het album werd voor het eerst in 1994 uitgebracht. In 2000 verscheen een her-uitgave met vier bonustracks. Deze nummers waren in 1994 live opgenomen in Japan. De single "Day in the Sun" is van dit album afkomstig en bereikte de negende positie in de Mainstream Rock Charts. Op dit album werd Frampton bijgestaan door onder andere Steve Marriott (van Humble Pie en The Small Faces), Jonathan Cain (van Journey) en bassist Leland Sklar.

## Tracklist
Alle muziek en teksten zijn geschreven door Peter Frampton en Kevin Savigar, tenzij anders aangegeven. 
| 1.                 | Day in the Sun                       | 4:26 |
| 2.                 | You Can Be Sure                      | 4:27 |
| 3.                 | It All Comes Down to You             | 6:23 |
| 4.                 | You                                  | 5:08 |
| 5.                 | Can't Take That Away (Frampton/Cain) | 5:50 |
| 6.                 | Young Island (Frampton)              | 1:39 |
| 7.                 | Off the Hook                         | 3:05 |
| 8.                 | Waiting for Your Love                | 5:40 |
| 9.                 | So Hard to Believe (Frampton/Regan)  | 5:14 |
| 10.                | Out of the Blue (Frampton/Marriott)  | 4:24 |
| 11.                | Shelter Through the Night            | 4:27 |
| 12.                | Changing All the Time                | 6:26 |
| Totale duur: 56:53 |                                      |      |

| Nr. | Titel                                                             | Duur |
| --- | ----------------------------------------------------------------- | ---- |
| 1.  | You Can Be Sure [Live in Japan, 1994]                             | 3:53 |
| 2.  | Baby, I Love Your Way [Live in Japan, 1994] (Frampton)            | 4:21 |
| 3.  | All I Wanna Be (Is By Your Side) [Live in Japan, 1994] (Frampton) | 3:07 |
| 4.  | Show Me the Way [Live in Japan, 1994] (Frampton)                  | 3:18 |

| - Peter Frampton - synthesizer, gitaar, basgitaar, keyboard, zang | - David Bett - art direction, fotografie - Charlie Bouis - assistant engineer - Chris Davis - assistant engineer - Kate Donahue - make-up - Brad Holcomb - haarstylist - Richard Landers - assistant engineer - Chris Lord-Alge - producer, engineer, mixing - Kathy Milone - design - Neal Preston - fotografie, cover foto - Michelle Probst - make-up - Doug Sax - mastering - Talley Sherwood - assistant engineer - Pam Springstein - fotografie - Ben Wallach - assistant engineer |